# Бунґа-бунґа
Бунґа-бунґа (англ. і італ. bunga bunga) — вираз непевного значення, що датується 1910 роком, якщо не раніше. Може вживатися на позначення незвичайних, іноді навіть мимовільних сексуальних практик. Первісне значення виразу нез'ясоване. Термін спочатку використовувався в англомовному світі доби колоніалізму як удаване запозичення з якоїсь первісної мови, тобто це наочний приклад псевдозапозичення (нім. Pseudoentlehnung). До 2010 року вислів набув популярності в Італії та в міжнародній пресі з легкої руки тодішнього прем'єр-міністра Італії Сільвіо Берлусконі, який його вживав на позначення своїх можливих секс-вечірок, що зчинили великий політичний скандал в Італії.

## Історія
У 1910 році група англійських друзів, у тому числі Вірджинія Вулф і її брат Адріан Стівен, видаючи себе за принца Абісинії і його почет, отримали дозвіл відвідати в порту Веймут (графство Дорсет) лінкор HMS «Дредноут», тоді один із найпотужніших військових кораблів у світі. Кожного разу, коли командувач показував їм яке-небудь диво корабля, відвідувачі бурмотіли: «бунґа, бунґа!»  На деякий час це стало популярною примовкою.
Ця влаштована в 1910 році британським аристократом і жартуном Горацієм де Вір Коулом містифікація привернула увагу влади Британії до легкості, з якою німецькі шпигуни могли б отримати таємні відомості про кораблі Флоту метрополії.

## Оживлення виразу в Італії

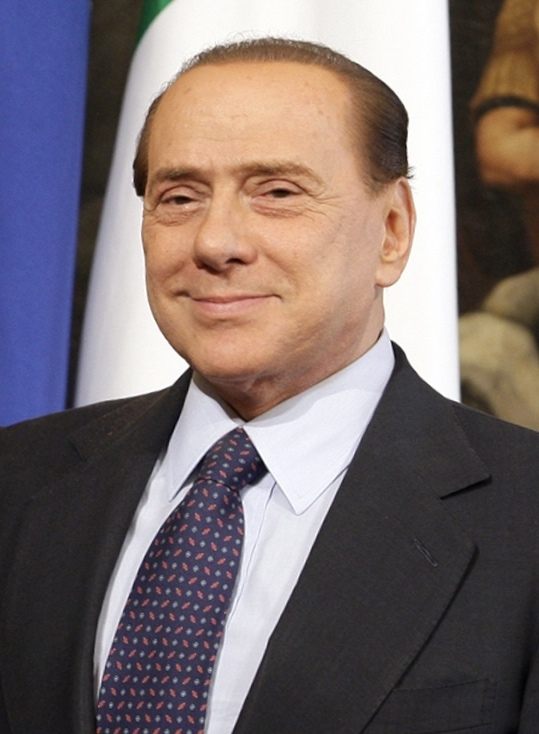
У новітній історії термін «бунґа-бунґа» тісно пов'язують з колишнім італійським прем'єр-міністром Сільвіо Берлусконі

Століття потому вираз «бунґа-бунґа» став знову популярним як анекдот в Інтернеті. Цей анекдот згодом розповів прем'єр-міністр Італії Сільвіо Берлусконі на своїх званих обідах (у варіанті, де в ролі бранців були колишні міністри від лівоцентристської опозиційної партії на чолі з Романо Проді)
Потім цей вислів часто цитувала італійська і міжнародна преса протягом розслідування в 2011 р. з приводу звинувачень у причетності Сільвіо Берлусконі до проституції неповнолітніх, надаючи йому зовсім іншого змісту: «оргія за участю могутнього можновладця»; в такому значенні його нібито підказав Сільвіо Берлусконі Муаммар Каддафі.
Подейкують, що в Італії вираз «бунґа-бунґа» став миттєво веселим, побутовим висловом.
Характеристики «бунґа-бунґа» не узгоджуються з його значенням або, можливо, унаочнюють широкий діапазон його вживання. Кажуть, що це «різновид підпільної оргії, де оголені молоді жінки нібито оточили оголеного господаря (розпорядника заходу) та/або його друзів в його басейні», «ритуал в африканському стилі», виконаний для глядачів-чоловіків «20-ма голими молодими жінками», або еротична забава, влаштована багатим господарем, яка включає танці на пілоні і змагання зі стриптизу за участю мінімально одягнутих «жінок у вбранні медсестри і формі полісмена»  — але з відкритими грудьми, де нагородою була б проституція для господаря.
Альтернативне пояснення походження цієї назви запропонувала подружка Берлусконі, актриса Сабіна Беґан, яка стверджує, що це було прізвисько на основі її прізвища, і що це вона організовувала такі вечірки.

## Іншими мовами
Вираз "bonggang-bongga" на жаргоні тагальської мови означає щось модне, а індонезійською мовою це значить «поле квітів».